# Eddi Arent
Eddi Arent, vlastním jménem Gebhardt Georg Arendt (5. května 1925 Gdaňsk – 28. května 2013 Mnichov), byl německý herec. 
Vyrůstal v gdaňské úřednické čtvrti, navštěvoval humanitní gymnázium a za druhé světové války bojoval na východní frontě. Po válce vystupoval v kabaretech v Blumbergu a Stuttgartu, kde spolupracoval s Jürgenem Henckellem. Vytvořil si vlastní komický typ, v němž uplatnil svůj nenápadný vzhled, mírnou povahu a suchý anglický humor. V roce 1958 ho Géza von Radványi obsadil do filmu Doktor ze Stalingradu a tím začala jeho kariéra, během níž hrál ve více než stovce filmů, i když převážně ve vedlejších rolích. Vynikl především v detektivkách podle předloh Edgara Wallace jako Zelený lučištník nebo Mrtvé oči Londýna, které natočil Horst Wendlandt. Harald Reinl ho ve svých mayovských adaptacích obsadil do role anglického aristokrata Castlepoola, který je pro své naivní představy o divokém západě vděčným zdrojem humoru, avšak nakonec se stane spolehlivým společníkem hlavních hrdinů. Arent získal v roce 1997 za přínos k popularizaci díla Karla Maye cenu Scharlih. Hrál také v divadle Volkstheater Millowitsch v Kolíně nad Rýnem a na televizní obrazovce vytvořil populární komické dvojice s Felixem Dvorakem a Haraldem Juhnkem .
Po odchodu z divadelního a filmového světa provozoval s manželkou hotel Neustädter Hof v Titisee-Neustadt. Dožil v domově pro seniory ve Waldmünchenu, v závěru života trpěl Alzheimerovou chorobou.